# Janvier 1859

## Événements
- Alexandre Cuza est élu hospodar de Valachie le 5/17 janvier et de Moldavie le 24 janvier/5 février (fin en 1866).
  - L’empire d'Autriche, qui redoute la fondation d’une Grande Roumanie rassemblant les Roumains de Transylvanie, du Banat et de Bucovine, alors sous sa domination, s’oppose à l’union de la Valachie et de la Moldavie. Napoléon III propose alors aux deux principautés de voter pour le même gouverneur. L’élection d’Alexandre Cuza, comme hospodar de Valachie et de Moldavie, réalise l’unité de fait de la Roumanie (principautés unies de Moldavie et de Valachie), qui sera officiellement reconnue en 1861 par les puissances européennes et par les Turcs. La capitale est établie à Bucarest.

- 1er janvier : incident avec l'ambassadeur d'Autriche en France, lors de la réception du corps diplomatique.

- 4 janvier : Tokugawa Iemochi devient shogun du Japon (fin en 1866)[1].

- 15 janvier : Fabre Geffrard chasse l’empereur Faustin Ier en Haïti. Il met fin à douze ans du règne ubuesque du général Faustin Soulouque, qui s’était proclamé empereur au terme d’une cérémonie calquée sur le sacre de Napoléon et avait « pacifié » l’île avec brutalité. Fabre Geffrard est élu président le 23 janvier (fin en 1867).

## Naissances
- 1er janvier : Thibaw Min, dernier roi de Birmanie (déposé en 1885, † 19 décembre 1916).
- 6 janvier :
  - Alfred Baudrillart, cardinal, évêque auxiliaire de Paris et académicien français († 19 mai 1942).
  - Anatoli Brandoukov, violoncelliste russe († 16 février 1930, la date de naissance est transposée en calendrier grégorien)
- 11 janvier : George Nathaniel Curzon, homme d'État britannique († 20 mars 1925).
- 15 janvier : Nathaniel Lord Britton, botaniste américain († 26 juin 1934).
- 27 janvier : Guillaume II d'Allemagne, dernier empereur allemand et dernier roi de Prusse de 1888 à 1918 († 4 juin 1941).
- 28 janvier : Heinrich Kautsch, sculpteur autrichien († 29 septembre 1943).

## Décès
- 28 janvier : Carl Adolph Agardh, botaniste, mathématicien, économiste et homme politique suédois (° 1785)
- 29 janvier : William Cranch Bond, astronome américain.